# Рухліс Юхим Наумович
Юхим Наумович (Хаїм Нахманович) Рухліс (9 квітня 1925, Ананьїв, Молдавської АРСР — 5 лютого 2006, Ізраїль) — ізраїльський, раніше радянський, шаховий композитор; майстер спорту СРСР (1961) і Міжнародний арбітр з шахової композиції (1956). Автор двоходової теми, що носить його ім'я. За освітою — інженер.
З 1937 року опублікував близько 170 задач (більшість — двоходові). Фіналіст 10 особистих чемпіонатів СРСР (1947–1984); в 1-му чемпіонаті (1947) — 2-е місце за двоходовку; на конкурсах удостоєний 125 відзнаками, у тому числі 60 призів (30 перших).

## Завдання
|   | a | b | c | d | e | f | g | h |   |
| 8 | b8 чорна тура · d7 білий слон · f7 чорний пішак · h7 чорний ферзь · b6 чорний пішак · d6 білий кінь · f6 біла тура · h6 чорна тура · c5 чорний пішак · d5 чорний король · a4 біла тура · d3 чорний пішак · g3 білий ферзь · a2 білий король · c2 білий пішак · a1 чорний слон | b8 чорна тура · d7 білий слон · f7 чорний пішак · h7 чорний ферзь · b6 чорний пішак · d6 білий кінь · f6 біла тура · h6 чорна тура · c5 чорний пішак · d5 чорний король · a4 біла тура · d3 чорний пішак · g3 білий ферзь · a2 білий король · c2 білий пішак · a1 чорний слон | b8 чорна тура · d7 білий слон · f7 чорний пішак · h7 чорний ферзь · b6 чорний пішак · d6 білий кінь · f6 біла тура · h6 чорна тура · c5 чорний пішак · d5 чорний король · a4 біла тура · d3 чорний пішак · g3 білий ферзь · a2 білий король · c2 білий пішак · a1 чорний слон | b8 чорна тура · d7 білий слон · f7 чорний пішак · h7 чорний ферзь · b6 чорний пішак · d6 білий кінь · f6 біла тура · h6 чорна тура · c5 чорний пішак · d5 чорний король · a4 біла тура · d3 чорний пішак · g3 білий ферзь · a2 білий король · c2 білий пішак · a1 чорний слон | b8 чорна тура · d7 білий слон · f7 чорний пішак · h7 чорний ферзь · b6 чорний пішак · d6 білий кінь · f6 біла тура · h6 чорна тура · c5 чорний пішак · d5 чорний король · a4 біла тура · d3 чорний пішак · g3 білий ферзь · a2 білий король · c2 білий пішак · a1 чорний слон | b8 чорна тура · d7 білий слон · f7 чорний пішак · h7 чорний ферзь · b6 чорний пішак · d6 білий кінь · f6 біла тура · h6 чорна тура · c5 чорний пішак · d5 чорний король · a4 біла тура · d3 чорний пішак · g3 білий ферзь · a2 білий король · c2 білий пішак · a1 чорний слон | b8 чорна тура · d7 білий слон · f7 чорний пішак · h7 чорний ферзь · b6 чорний пішак · d6 білий кінь · f6 біла тура · h6 чорна тура · c5 чорний пішак · d5 чорний король · a4 біла тура · d3 чорний пішак · g3 білий ферзь · a2 білий король · c2 білий пішак · a1 чорний слон | b8 чорна тура · d7 білий слон · f7 чорний пішак · h7 чорний ферзь · b6 чорний пішак · d6 білий кінь · f6 біла тура · h6 чорна тура · c5 чорний пішак · d5 чорний король · a4 біла тура · d3 чорний пішак · g3 білий ферзь · a2 білий король · c2 білий пішак · a1 чорний слон | 8 |
| 7 | b8 чорна тура · d7 білий слон · f7 чорний пішак · h7 чорний ферзь · b6 чорний пішак · d6 білий кінь · f6 біла тура · h6 чорна тура · c5 чорний пішак · d5 чорний король · a4 біла тура · d3 чорний пішак · g3 білий ферзь · a2 білий король · c2 білий пішак · a1 чорний слон | b8 чорна тура · d7 білий слон · f7 чорний пішак · h7 чорний ферзь · b6 чорний пішак · d6 білий кінь · f6 біла тура · h6 чорна тура · c5 чорний пішак · d5 чорний король · a4 біла тура · d3 чорний пішак · g3 білий ферзь · a2 білий король · c2 білий пішак · a1 чорний слон | b8 чорна тура · d7 білий слон · f7 чорний пішак · h7 чорний ферзь · b6 чорний пішак · d6 білий кінь · f6 біла тура · h6 чорна тура · c5 чорний пішак · d5 чорний король · a4 біла тура · d3 чорний пішак · g3 білий ферзь · a2 білий король · c2 білий пішак · a1 чорний слон | b8 чорна тура · d7 білий слон · f7 чорний пішак · h7 чорний ферзь · b6 чорний пішак · d6 білий кінь · f6 біла тура · h6 чорна тура · c5 чорний пішак · d5 чорний король · a4 біла тура · d3 чорний пішак · g3 білий ферзь · a2 білий король · c2 білий пішак · a1 чорний слон | b8 чорна тура · d7 білий слон · f7 чорний пішак · h7 чорний ферзь · b6 чорний пішак · d6 білий кінь · f6 біла тура · h6 чорна тура · c5 чорний пішак · d5 чорний король · a4 біла тура · d3 чорний пішак · g3 білий ферзь · a2 білий король · c2 білий пішак · a1 чорний слон | b8 чорна тура · d7 білий слон · f7 чорний пішак · h7 чорний ферзь · b6 чорний пішак · d6 білий кінь · f6 біла тура · h6 чорна тура · c5 чорний пішак · d5 чорний король · a4 біла тура · d3 чорний пішак · g3 білий ферзь · a2 білий король · c2 білий пішак · a1 чорний слон | b8 чорна тура · d7 білий слон · f7 чорний пішак · h7 чорний ферзь · b6 чорний пішак · d6 білий кінь · f6 біла тура · h6 чорна тура · c5 чорний пішак · d5 чорний король · a4 біла тура · d3 чорний пішак · g3 білий ферзь · a2 білий король · c2 білий пішак · a1 чорний слон | b8 чорна тура · d7 білий слон · f7 чорний пішак · h7 чорний ферзь · b6 чорний пішак · d6 білий кінь · f6 біла тура · h6 чорна тура · c5 чорний пішак · d5 чорний король · a4 біла тура · d3 чорний пішак · g3 білий ферзь · a2 білий король · c2 білий пішак · a1 чорний слон | 7 |
| 6 | b8 чорна тура · d7 білий слон · f7 чорний пішак · h7 чорний ферзь · b6 чорний пішак · d6 білий кінь · f6 біла тура · h6 чорна тура · c5 чорний пішак · d5 чорний король · a4 біла тура · d3 чорний пішак · g3 білий ферзь · a2 білий король · c2 білий пішак · a1 чорний слон | b8 чорна тура · d7 білий слон · f7 чорний пішак · h7 чорний ферзь · b6 чорний пішак · d6 білий кінь · f6 біла тура · h6 чорна тура · c5 чорний пішак · d5 чорний король · a4 біла тура · d3 чорний пішак · g3 білий ферзь · a2 білий король · c2 білий пішак · a1 чорний слон | b8 чорна тура · d7 білий слон · f7 чорний пішак · h7 чорний ферзь · b6 чорний пішак · d6 білий кінь · f6 біла тура · h6 чорна тура · c5 чорний пішак · d5 чорний король · a4 біла тура · d3 чорний пішак · g3 білий ферзь · a2 білий король · c2 білий пішак · a1 чорний слон | b8 чорна тура · d7 білий слон · f7 чорний пішак · h7 чорний ферзь · b6 чорний пішак · d6 білий кінь · f6 біла тура · h6 чорна тура · c5 чорний пішак · d5 чорний король · a4 біла тура · d3 чорний пішак · g3 білий ферзь · a2 білий король · c2 білий пішак · a1 чорний слон | b8 чорна тура · d7 білий слон · f7 чорний пішак · h7 чорний ферзь · b6 чорний пішак · d6 білий кінь · f6 біла тура · h6 чорна тура · c5 чорний пішак · d5 чорний король · a4 біла тура · d3 чорний пішак · g3 білий ферзь · a2 білий король · c2 білий пішак · a1 чорний слон | b8 чорна тура · d7 білий слон · f7 чорний пішак · h7 чорний ферзь · b6 чорний пішак · d6 білий кінь · f6 біла тура · h6 чорна тура · c5 чорний пішак · d5 чорний король · a4 біла тура · d3 чорний пішак · g3 білий ферзь · a2 білий король · c2 білий пішак · a1 чорний слон | b8 чорна тура · d7 білий слон · f7 чорний пішак · h7 чорний ферзь · b6 чорний пішак · d6 білий кінь · f6 біла тура · h6 чорна тура · c5 чорний пішак · d5 чорний король · a4 біла тура · d3 чорний пішак · g3 білий ферзь · a2 білий король · c2 білий пішак · a1 чорний слон | b8 чорна тура · d7 білий слон · f7 чорний пішак · h7 чорний ферзь · b6 чорний пішак · d6 білий кінь · f6 біла тура · h6 чорна тура · c5 чорний пішак · d5 чорний король · a4 біла тура · d3 чорний пішак · g3 білий ферзь · a2 білий король · c2 білий пішак · a1 чорний слон | 6 |
| 5 | b8 чорна тура · d7 білий слон · f7 чорний пішак · h7 чорний ферзь · b6 чорний пішак · d6 білий кінь · f6 біла тура · h6 чорна тура · c5 чорний пішак · d5 чорний король · a4 біла тура · d3 чорний пішак · g3 білий ферзь · a2 білий король · c2 білий пішак · a1 чорний слон | b8 чорна тура · d7 білий слон · f7 чорний пішак · h7 чорний ферзь · b6 чорний пішак · d6 білий кінь · f6 біла тура · h6 чорна тура · c5 чорний пішак · d5 чорний король · a4 біла тура · d3 чорний пішак · g3 білий ферзь · a2 білий король · c2 білий пішак · a1 чорний слон | b8 чорна тура · d7 білий слон · f7 чорний пішак · h7 чорний ферзь · b6 чорний пішак · d6 білий кінь · f6 біла тура · h6 чорна тура · c5 чорний пішак · d5 чорний король · a4 біла тура · d3 чорний пішак · g3 білий ферзь · a2 білий король · c2 білий пішак · a1 чорний слон | b8 чорна тура · d7 білий слон · f7 чорний пішак · h7 чорний ферзь · b6 чорний пішак · d6 білий кінь · f6 біла тура · h6 чорна тура · c5 чорний пішак · d5 чорний король · a4 біла тура · d3 чорний пішак · g3 білий ферзь · a2 білий король · c2 білий пішак · a1 чорний слон | b8 чорна тура · d7 білий слон · f7 чорний пішак · h7 чорний ферзь · b6 чорний пішак · d6 білий кінь · f6 біла тура · h6 чорна тура · c5 чорний пішак · d5 чорний король · a4 біла тура · d3 чорний пішак · g3 білий ферзь · a2 білий король · c2 білий пішак · a1 чорний слон | b8 чорна тура · d7 білий слон · f7 чорний пішак · h7 чорний ферзь · b6 чорний пішак · d6 білий кінь · f6 біла тура · h6 чорна тура · c5 чорний пішак · d5 чорний король · a4 біла тура · d3 чорний пішак · g3 білий ферзь · a2 білий король · c2 білий пішак · a1 чорний слон | b8 чорна тура · d7 білий слон · f7 чорний пішак · h7 чорний ферзь · b6 чорний пішак · d6 білий кінь · f6 біла тура · h6 чорна тура · c5 чорний пішак · d5 чорний король · a4 біла тура · d3 чорний пішак · g3 білий ферзь · a2 білий король · c2 білий пішак · a1 чорний слон | b8 чорна тура · d7 білий слон · f7 чорний пішак · h7 чорний ферзь · b6 чорний пішак · d6 білий кінь · f6 біла тура · h6 чорна тура · c5 чорний пішак · d5 чорний король · a4 біла тура · d3 чорний пішак · g3 білий ферзь · a2 білий король · c2 білий пішак · a1 чорний слон | 5 |
| 4 | b8 чорна тура · d7 білий слон · f7 чорний пішак · h7 чорний ферзь · b6 чорний пішак · d6 білий кінь · f6 біла тура · h6 чорна тура · c5 чорний пішак · d5 чорний король · a4 біла тура · d3 чорний пішак · g3 білий ферзь · a2 білий король · c2 білий пішак · a1 чорний слон | b8 чорна тура · d7 білий слон · f7 чорний пішак · h7 чорний ферзь · b6 чорний пішак · d6 білий кінь · f6 біла тура · h6 чорна тура · c5 чорний пішак · d5 чорний король · a4 біла тура · d3 чорний пішак · g3 білий ферзь · a2 білий король · c2 білий пішак · a1 чорний слон | b8 чорна тура · d7 білий слон · f7 чорний пішак · h7 чорний ферзь · b6 чорний пішак · d6 білий кінь · f6 біла тура · h6 чорна тура · c5 чорний пішак · d5 чорний король · a4 біла тура · d3 чорний пішак · g3 білий ферзь · a2 білий король · c2 білий пішак · a1 чорний слон | b8 чорна тура · d7 білий слон · f7 чорний пішак · h7 чорний ферзь · b6 чорний пішак · d6 білий кінь · f6 біла тура · h6 чорна тура · c5 чорний пішак · d5 чорний король · a4 біла тура · d3 чорний пішак · g3 білий ферзь · a2 білий король · c2 білий пішак · a1 чорний слон | b8 чорна тура · d7 білий слон · f7 чорний пішак · h7 чорний ферзь · b6 чорний пішак · d6 білий кінь · f6 біла тура · h6 чорна тура · c5 чорний пішак · d5 чорний король · a4 біла тура · d3 чорний пішак · g3 білий ферзь · a2 білий король · c2 білий пішак · a1 чорний слон | b8 чорна тура · d7 білий слон · f7 чорний пішак · h7 чорний ферзь · b6 чорний пішак · d6 білий кінь · f6 біла тура · h6 чорна тура · c5 чорний пішак · d5 чорний король · a4 біла тура · d3 чорний пішак · g3 білий ферзь · a2 білий король · c2 білий пішак · a1 чорний слон | b8 чорна тура · d7 білий слон · f7 чорний пішак · h7 чорний ферзь · b6 чорний пішак · d6 білий кінь · f6 біла тура · h6 чорна тура · c5 чорний пішак · d5 чорний король · a4 біла тура · d3 чорний пішак · g3 білий ферзь · a2 білий король · c2 білий пішак · a1 чорний слон | b8 чорна тура · d7 білий слон · f7 чорний пішак · h7 чорний ферзь · b6 чорний пішак · d6 білий кінь · f6 біла тура · h6 чорна тура · c5 чорний пішак · d5 чорний король · a4 біла тура · d3 чорний пішак · g3 білий ферзь · a2 білий король · c2 білий пішак · a1 чорний слон | 4 |
| 3 | b8 чорна тура · d7 білий слон · f7 чорний пішак · h7 чорний ферзь · b6 чорний пішак · d6 білий кінь · f6 біла тура · h6 чорна тура · c5 чорний пішак · d5 чорний король · a4 біла тура · d3 чорний пішак · g3 білий ферзь · a2 білий король · c2 білий пішак · a1 чорний слон | b8 чорна тура · d7 білий слон · f7 чорний пішак · h7 чорний ферзь · b6 чорний пішак · d6 білий кінь · f6 біла тура · h6 чорна тура · c5 чорний пішак · d5 чорний король · a4 біла тура · d3 чорний пішак · g3 білий ферзь · a2 білий король · c2 білий пішак · a1 чорний слон | b8 чорна тура · d7 білий слон · f7 чорний пішак · h7 чорний ферзь · b6 чорний пішак · d6 білий кінь · f6 біла тура · h6 чорна тура · c5 чорний пішак · d5 чорний король · a4 біла тура · d3 чорний пішак · g3 білий ферзь · a2 білий король · c2 білий пішак · a1 чорний слон | b8 чорна тура · d7 білий слон · f7 чорний пішак · h7 чорний ферзь · b6 чорний пішак · d6 білий кінь · f6 біла тура · h6 чорна тура · c5 чорний пішак · d5 чорний король · a4 біла тура · d3 чорний пішак · g3 білий ферзь · a2 білий король · c2 білий пішак · a1 чорний слон | b8 чорна тура · d7 білий слон · f7 чорний пішак · h7 чорний ферзь · b6 чорний пішак · d6 білий кінь · f6 біла тура · h6 чорна тура · c5 чорний пішак · d5 чорний король · a4 біла тура · d3 чорний пішак · g3 білий ферзь · a2 білий король · c2 білий пішак · a1 чорний слон | b8 чорна тура · d7 білий слон · f7 чорний пішак · h7 чорний ферзь · b6 чорний пішак · d6 білий кінь · f6 біла тура · h6 чорна тура · c5 чорний пішак · d5 чорний король · a4 біла тура · d3 чорний пішак · g3 білий ферзь · a2 білий король · c2 білий пішак · a1 чорний слон | b8 чорна тура · d7 білий слон · f7 чорний пішак · h7 чорний ферзь · b6 чорний пішак · d6 білий кінь · f6 біла тура · h6 чорна тура · c5 чорний пішак · d5 чорний король · a4 біла тура · d3 чорний пішак · g3 білий ферзь · a2 білий король · c2 білий пішак · a1 чорний слон | b8 чорна тура · d7 білий слон · f7 чорний пішак · h7 чорний ферзь · b6 чорний пішак · d6 білий кінь · f6 біла тура · h6 чорна тура · c5 чорний пішак · d5 чорний король · a4 біла тура · d3 чорний пішак · g3 білий ферзь · a2 білий король · c2 білий пішак · a1 чорний слон | 3 |
| 2 | b8 чорна тура · d7 білий слон · f7 чорний пішак · h7 чорний ферзь · b6 чорний пішак · d6 білий кінь · f6 біла тура · h6 чорна тура · c5 чорний пішак · d5 чорний король · a4 біла тура · d3 чорний пішак · g3 білий ферзь · a2 білий король · c2 білий пішак · a1 чорний слон | b8 чорна тура · d7 білий слон · f7 чорний пішак · h7 чорний ферзь · b6 чорний пішак · d6 білий кінь · f6 біла тура · h6 чорна тура · c5 чорний пішак · d5 чорний король · a4 біла тура · d3 чорний пішак · g3 білий ферзь · a2 білий король · c2 білий пішак · a1 чорний слон | b8 чорна тура · d7 білий слон · f7 чорний пішак · h7 чорний ферзь · b6 чорний пішак · d6 білий кінь · f6 біла тура · h6 чорна тура · c5 чорний пішак · d5 чорний король · a4 біла тура · d3 чорний пішак · g3 білий ферзь · a2 білий король · c2 білий пішак · a1 чорний слон | b8 чорна тура · d7 білий слон · f7 чорний пішак · h7 чорний ферзь · b6 чорний пішак · d6 білий кінь · f6 біла тура · h6 чорна тура · c5 чорний пішак · d5 чорний король · a4 біла тура · d3 чорний пішак · g3 білий ферзь · a2 білий король · c2 білий пішак · a1 чорний слон | b8 чорна тура · d7 білий слон · f7 чорний пішак · h7 чорний ферзь · b6 чорний пішак · d6 білий кінь · f6 біла тура · h6 чорна тура · c5 чорний пішак · d5 чорний король · a4 біла тура · d3 чорний пішак · g3 білий ферзь · a2 білий король · c2 білий пішак · a1 чорний слон | b8 чорна тура · d7 білий слон · f7 чорний пішак · h7 чорний ферзь · b6 чорний пішак · d6 білий кінь · f6 біла тура · h6 чорна тура · c5 чорний пішак · d5 чорний король · a4 біла тура · d3 чорний пішак · g3 білий ферзь · a2 білий король · c2 білий пішак · a1 чорний слон | b8 чорна тура · d7 білий слон · f7 чорний пішак · h7 чорний ферзь · b6 чорний пішак · d6 білий кінь · f6 біла тура · h6 чорна тура · c5 чорний пішак · d5 чорний король · a4 біла тура · d3 чорний пішак · g3 білий ферзь · a2 білий король · c2 білий пішак · a1 чорний слон | b8 чорна тура · d7 білий слон · f7 чорний пішак · h7 чорний ферзь · b6 чорний пішак · d6 білий кінь · f6 біла тура · h6 чорна тура · c5 чорний пішак · d5 чорний король · a4 біла тура · d3 чорний пішак · g3 білий ферзь · a2 білий король · c2 білий пішак · a1 чорний слон | 2 |
| 1 | b8 чорна тура · d7 білий слон · f7 чорний пішак · h7 чорний ферзь · b6 чорний пішак · d6 білий кінь · f6 біла тура · h6 чорна тура · c5 чорний пішак · d5 чорний король · a4 біла тура · d3 чорний пішак · g3 білий ферзь · a2 білий король · c2 білий пішак · a1 чорний слон | b8 чорна тура · d7 білий слон · f7 чорний пішак · h7 чорний ферзь · b6 чорний пішак · d6 білий кінь · f6 біла тура · h6 чорна тура · c5 чорний пішак · d5 чорний король · a4 біла тура · d3 чорний пішак · g3 білий ферзь · a2 білий король · c2 білий пішак · a1 чорний слон | b8 чорна тура · d7 білий слон · f7 чорний пішак · h7 чорний ферзь · b6 чорний пішак · d6 білий кінь · f6 біла тура · h6 чорна тура · c5 чорний пішак · d5 чорний король · a4 біла тура · d3 чорний пішак · g3 білий ферзь · a2 білий король · c2 білий пішак · a1 чорний слон | b8 чорна тура · d7 білий слон · f7 чорний пішак · h7 чорний ферзь · b6 чорний пішак · d6 білий кінь · f6 біла тура · h6 чорна тура · c5 чорний пішак · d5 чорний король · a4 біла тура · d3 чорний пішак · g3 білий ферзь · a2 білий король · c2 білий пішак · a1 чорний слон | b8 чорна тура · d7 білий слон · f7 чорний пішак · h7 чорний ферзь · b6 чорний пішак · d6 білий кінь · f6 біла тура · h6 чорна тура · c5 чорний пішак · d5 чорний король · a4 біла тура · d3 чорний пішак · g3 білий ферзь · a2 білий король · c2 білий пішак · a1 чорний слон | b8 чорна тура · d7 білий слон · f7 чорний пішак · h7 чорний ферзь · b6 чорний пішак · d6 білий кінь · f6 біла тура · h6 чорна тура · c5 чорний пішак · d5 чорний король · a4 біла тура · d3 чорний пішак · g3 білий ферзь · a2 білий король · c2 білий пішак · a1 чорний слон | b8 чорна тура · d7 білий слон · f7 чорний пішак · h7 чорний ферзь · b6 чорний пішак · d6 білий кінь · f6 біла тура · h6 чорна тура · c5 чорний пішак · d5 чорний король · a4 біла тура · d3 чорний пішак · g3 білий ферзь · a2 білий король · c2 білий пішак · a1 чорний слон | b8 чорна тура · d7 білий слон · f7 чорний пішак · h7 чорний ферзь · b6 чорний пішак · d6 білий кінь · f6 біла тура · h6 чорна тура · c5 чорний пішак · d5 чорний король · a4 біла тура · d3 чорний пішак · g3 білий ферзь · a2 білий король · c2 білий пішак · a1 чорний слон | 1 |
|   | a | b | c | d | e | f | g | h |   |

 '1. Кc4! '(~ 2.Кe3 #) 
 1. … Крd4 2.Фe5 #'
1. … Крe4 2.Ф: d3 # '
 '1. … СD4 2.Сc6 #
 '1. … Фe4 2.Фd6 #

Дві пари варіантів з грою чорних фігур на звільнені вступним ходом поля.